# Crack y Rocc
Crack y Rocc – pierwszy studyjny album polskiej grupy numetalowej Wrinkled Fred, wydany został w 2003 roku. Nagrania zostały zarejestrowane w studiu Izabelin we współpracy z realizatorem Andrzejem Karpiem.

## Lista utworów
1. "Lesson 1" – 0:34
2. "Wrong" – 3:23
3. "Get Wiser" – 2:11
4. "La Isla Bonita" – 3:24
5. "Backstabber" – 4:11
6. "Swallow" – 4:59
7. "Revenge" – 4:01
8. "Neighbour" – 4:06
9. "Gen. Different" – 4:02
10. "Come To Me" – 4:26
11. "Back Up" – 3:28
12. "Blast" – 13:30

## Twórcy
- Arek "Rocc" Kępka – śpiew
- Piotrek "Tygrys" Jakubczyk – gitara, śpiew
- Tomek "Tmk" Zielski – gitara
- Przemek "Crack" Pisarski – gitara basowa, śpiew wspierający
- Mariusz "Levy" Lewandowski – perkusja